# چارلی ولینگز
چارلی ولینگز (انگلیسی: Charlie Wellings؛ زادهٔ ۱۸ مهٔ ۱۹۹۸) بازیکن فوتبال اهل بریتانیا است.
وی همچنین در تیم‌های ملی فوتبال England women's national under-20 football team و England women's national under-21 football team بازی کرده‌است.